# Hubert Beulers
Hubert Désiré Beulers (Jemeppe-sur-Meuse, 15 januari 1895 - Mons-lez-Liège, 6 februari 1983) was een Belgisch senator.

## Levensloop
Beulers was mijnwerker en werd als socialistisch militant vakbondsafgevaardigde voor de Luikse Centrale der Mijnwerkers. Daarenboven zetelde hij in het nationaal comité van de Centrale der Mijnwerkers.
In 1946 werd hij verkozen tot gemeenteraadslid in Mons-lez-Liège. Van 1947 tot 1953 was hij er schepen en van 1953 tot 1971 burgemeester.
Beulers werd ook actief in de nationale politiek. Van 1949 tot 1954 was hij voor de PSB provinciaal senator voor de provincie Luik, van 1954 tot 1961 rechtstreeks gekozen senator voor het arrondissement Luik en van 1961 tot 1965 opnieuw provinciaal senator. In de Senaat gold hij als een ijverig parlementslid en was hij betrokken bij de totstandkoming van de nieuwe wetgeving inzake pensioenen voor mijnwerkers.